# Liste der Gemeinden im Département Aude

Lage des Départements Aude

Das Département Aude liegt in der Region Okzitanien in Frankreich. Es untergliedert sich in drei Arrondissements mit 433 Gemeinden (frz. communes) (Stand 1. Januar 2019).
| Code INSEE | PLZ         | Gemeinde                               | Einwohner (Stand 1. Januar 2022) | Fläche in km² | Einwohner je km² | Kanton seit 30. März 2015 Kanton bis zum 29. März 2015                                                            | Arrondissement seit 2017 Arrondissement bis 2016 | Gemeindeverband                             |
| ---------- | ----------- | -------------------------------------- | -------------------------------- | ------------- | ---------------- | --- | ------------------------------------------------ | ------------------------------------------- |
| 11001      | 11800       | Aigues-Vives                           | 536                              | 10,21         | 52               | Le Haut-Minervois Peyriac-Minervois                                                                               | Carcassonne                                      | Carcassonne Agglo                           |
| 11002      | 11320       | Airoux                                 | 189                              | 5,49          | 34               | Le Bassin Chaurien Castelnaudary-Nord                                                                             | Carcassonne                                      | Castelnaudary Lauragais Audois              |
| 11003      | 11300       | Ajac                                   | 198                              | 5,29          | 37               | La Région Limouxine Limoux                                                                                        | Limoux                                           | Limouxin                                    |
| 11004      | 11240       | Alaigne                                | 331                              | 13,86         | 24               | La Piège au Razès Alaigne                                                                                         | Limoux                                           | Limouxin                                    |
| 11005      | 11290       | Alairac                                | 1389                             | 16,37         | 85               | Carcassonne-3 Montréal                                                                                            | Carcassonne                                      | Carcassonne Agglo                           |
| 11006      | 11360       | Albas                                  | 78                               | 22,69         | 3                | Les Corbières Durban-Corbières                                                                                    | Narbonne                                         | Région Lézignanaise, Corbières et Minervois |
| 11007      | 11330       | Albières                               | 111                              | 17,25         | 6                | Les Corbières Mouthoumet                                                                                          | Narbonne Carcassonne                             | Région Lézignanaise, Corbières et Minervois |
| 11008      | 11580       | Alet-les-Bains                         | 384                              | 23,54         | 16               | La Région Limouxine Limoux                                                                                        | Limoux                                           | Limouxin                                    |
| 11009      | 11170       | Alzonne                                | 1590                             | 22,38         | 71               | La Malepère à la Montagne Noire Alzonne                                                                           | Carcassonne                                      | Carcassonne Agglo                           |
| 11010      | 11190       | Antugnac                               | 292                              | 9,49          | 31               | La Haute-Vallée de l’Aude Couiza                                                                                  | Limoux                                           | Limouxin                                    |
| 11011      | 11600       | Aragon                                 | 476                              | 20,56         | 23               | La Vallée de l’Orbiel Alzonne                                                                                     | Carcassonne                                      | Carcassonne Agglo                           |
| 11012      | 11120       | Argeliers                              | 2128                             | 10,79         | 197              | Le Sud-Minervois Ginestas                                                                                         | Narbonne                                         | Le Grand Narbonne                           |
| 11013      | 11200       | Argens-Minervois                       | 375                              | 4,59          | 82               | Le Lézignanais Lézignan-Corbières                                                                                 | Narbonne                                         | Région Lézignanaise, Corbières et Minervois |
| 11014      | 11110       | Armissan                               | 1474                             | 12,51         | 118              | Les Basses Plaines de l’Aude Coursan                                                                              | Narbonne                                         | Le Grand Narbonne                           |
| 11015      | 11190       | Arques                                 | 253                              | 18,53         | 14               | La Haute-Vallée de l’Aude Couiza                                                                                  | Limoux                                           | Limouxin                                    |
| 11016      | 11220       | Arquettes-en-Val                       | 79                               | 9,31          | 8                | La Montagne d’Alaric Lagrasse                                                                                     | Carcassonne                                      | Carcassonne Agglo                           |
| 11017      | 11140       | Artigues                               | 73                               | 6,29          | 12               | La Haute-Vallée de l’Aude Axat                                                                                    | Limoux                                           | Pyrénées Audoises                           |
| 11018      | 11290       | Arzens                                 | 1196                             | 21,11         | 57               | La Malepère à la Montagne Noire Montréal                                                                          | Carcassonne                                      | Carcassonne Agglo                           |
| 11019      | 11140       | Aunat                                  | 61                               | 10,62         | 6                | La Haute-Vallée de l’Aude Belcaire                                                                                | Limoux                                           | Pyrénées Audoises                           |
| 11020      | 11330       | Auriac                                 | 33                               | 20,93         | 2                | Les Corbières Mouthoumet                                                                                          | Narbonne Carcassonne                             | Région Lézignanaise, Corbières et Minervois |
| 11021      | 11140       | Axat                                   | 482                              | 11,77         | 41               | La Haute-Vallée de l’Aude Axat                                                                                    | Limoux                                           | Pyrénées Audoises                           |
| 11022      | 11700       | Azille                                 | 1125                             | 23,33         | 48               | Le Haut-Minervois Peyriac-Minervois                                                                               | Carcassonne                                      | Carcassonne Agglo                           |
| 11023      | 11800       | Badens                                 | 729                              | 9,60          | 76               | La Montagne d’Alaric Capendu                                                                                      | Carcassonne                                      | Carcassonne Agglo                           |
| 11024      | 11100       | Bages                                  | 750                              | 12,53         | 60               | Narbonne-2 Narbonne-Sud                                                                                           | Narbonne                                         | Le Grand Narbonne                           |
| 11025      | 11600       | Bagnoles                               | 315                              | 5,63          | 56               | Le Haut-Minervois Conques-sur-Orbiel                                                                              | Carcassonne                                      | Carcassonne Agglo                           |
| 11026      | 11410       | Baraigne                               | 164                              | 4,76          | 34               | La Piège au Razès Salles-sur-l’Hers                                                                               | Carcassonne                                      | Castelnaudary Lauragais Audois              |
| 11027      | 11800       | Barbaira                               | 787                              | 9,40          | 84               | La Montagne d’Alaric Capendu                                                                                      | Carcassonne                                      | Carcassonne Agglo                           |
| 11028      | 11340       | Belcaire                               | 369                              | 30,68         | 12               | La Haute-Vallée de l’Aude Belcaire                                                                                | Limoux                                           | Pyrénées Audoises                           |
| 11029      | 11580       | Belcastel-et-Buc                       | 60                               | 14,15         | 4                | La Région Limouxine Saint-Hilaire                                                                                 | Limoux                                           | Limouxin                                    |
| 11030      | 11410       | Belflou                                | 111                              | 8,93          | 12               | La Piège au Razès Salles-sur-l’Hers                                                                               | Carcassonne                                      | Castelnaudary Lauragais Audois              |
| 11031      | 11140       | Belfort-sur-Rebenty                    | 24                               | 5,24          | 5                | La Haute-Vallée de l’Aude Belcaire                                                                                | Limoux                                           | Pyrénées Audoises                           |
| 11032      | 11240       | Bellegarde-du-Razès                    | 252                              | 6,41          | 39               | La Piège au Razès Alaigne                                                                                         | Limoux                                           | Limouxin                                    |
| 11033      | 11420       | Belpech                                | 1339                             | 42,46         | 32               | La Piège au Razès Belpech                                                                                         | Carcassonne                                      | Piège Lauragais Malepère                    |
| 11034      | 11240       | Belvèze-du-Razès                       | 841                              | 4,52          | 186              | La Piège au Razès Alaigne                                                                                         | Limoux                                           | Limouxin                                    |
| 11035      | 11500       | Belvianes-et-Cavirac                   | 259                              | 11,68         | 22               | La Haute-Vallée de l’Aude Quillan                                                                                 | Limoux                                           | Pyrénées Audoises                           |
| 11036      | 11340       | Belvis                                 | 162                              | 23,61         | 7                | La Haute-Vallée de l’Aude Belcaire                                                                                | Limoux                                           | Pyrénées Audoises                           |
| 11037      | 11090       | Berriac                                | 958                              | 2,67          | 359              | La Montagne d’Alaric Carcassonne-Est                                                                              | Carcassonne                                      | Carcassonne Agglo                           |
| 11038      | 11140       | Bessède-de-Sault                       | 57                               | 15,04         | 4                | La Haute-Vallée de l’Aude Axat                                                                                    | Limoux                                           | Pyrénées Audoises                           |
| 11040      | 11200       | Bizanet                                | 1749                             | 37,09         | 47               | Narbonne-1 Narbonne-Ouest                                                                                         | Narbonne                                         | Le Grand Narbonne                           |
| 11041      | 11120       | Bize-Minervois                         | 1292                             | 20,80         | 62               | Le Sud-Minervois Ginestas                                                                                         | Narbonne                                         | Le Grand Narbonne                           |
| 11042      | 11700       | Blomac                                 | 254                              | 8,41          | 30               | La Montagne d’Alaric Capendu                                                                                      | Carcassonne                                      | Carcassonne Agglo                           |
| 11043      | 11800       | Bouilhonnac                            | 222                              | 5,71          | 39               | La Montagne d’Alaric Capendu                                                                                      | Carcassonne                                      | Carcassonne Agglo                           |
| 11044      | 11190       | Bouisse                                | 103                              | 25,44         | 4                | Les Corbières Mouthoumet                                                                                          | Narbonne Carcassonne                             | Région Lézignanaise, Corbières et Minervois |
| 11045      | 11300       | Bouriège                               | 151                              | 10,65         | 14               | La Région Limouxine Limoux                                                                                        | Limoux                                           | Limouxin                                    |
| 11046      | 11300       | Bourigeole                             | 55                               | 9,08          | 6                | La Région Limouxine Limoux                                                                                        | Limoux                                           | Limouxin                                    |
| 11048      | 11200       | Boutenac                               | 739                              | 22,96         | 32               | Les Corbières Lézignan-Corbières                                                                                  | Narbonne                                         | Région Lézignanaise, Corbières et Minervois |
| 11049      | 11150       | Bram                                   | 3252                             | 17,72         | 184              | La Piège au Razès Fanjeaux                                                                                        | Carcassonne                                      | Piège Lauragais Malepère                    |
| 11051      | 11270       | Brézilhac                              | 176                              | 6,82          | 26               | La Piège au Razès Alaigne                                                                                         | Carcassonne Limoux                               | Piège Lauragais Malepère                    |
| 11052      | 11390       | Brousses-et-Villaret                   | 352                              | 11,16         | 32               | La Malepère à la Montagne Noire Saissac                                                                           | Carcassonne                                      | Montagne Noire                              |
| 11053      | 11300       | Brugairolles                           | 301                              | 8,47          | 36               | La Piège au Razès Alaigne                                                                                         | Limoux                                           | Limouxin                                    |
| 11055      | 11190       | Bugarach                               | 242                              | 26,62         | 9                | La Haute-Vallée de l’Aude Couiza                                                                                  | Limoux                                           | Limouxin                                    |
| 11056      | 11160       | Cabrespine                             | 179                              | 17,56         | 10               | Le Haut-Minervois Peyriac-Minervois                                                                               | Carcassonne                                      | Carcassonne Agglo                           |
| 11057      | 11420       | Cahuzac                                | 30                               | 3,04          | 10               | La Piège au Razès Belpech                                                                                         | Carcassonne                                      | Piège Lauragais Malepère                    |
| 11058      | 11240       | Cailhau                                | 250                              | 9,76          | 26               | La Piège au Razès Alaigne                                                                                         | Limoux                                           | Limouxin                                    |
| 11059      | 11240       | Cailhavel                              | 150                              | 5,34          | 28               | La Piège au Razès Alaigne                                                                                         | Limoux                                           | Limouxin                                    |
| 11060      | 11140       | Cailla                                 | 52                               | 7,64          | 7                | La Haute-Vallée de l’Aude Axat                                                                                    | Limoux                                           | Pyrénées Audoises                           |
| 11061      | 11240       | Cambieure                              | 322                              | 3,20          | 101              | La Piège au Razès Alaigne                                                                                         | Limoux                                           | Limouxin                                    |
| 11062      | 11140       | Campagna-de-Sault                      | 19                               | 10,40         | 2                | La Haute-Vallée de l’Aude Belcaire                                                                                | Limoux                                           | Pyrénées Audoises                           |
| 11063      | 11260       | Campagne-sur-Aude                      | 616                              | 5,97          | 103              | La Haute-Vallée de l’Aude Quillan                                                                                 | Limoux                                           | Pyrénées Audoises                           |
| 11064      | 11200       | Camplong-d’Aude                        | 385                              | 12,28         | 31               | Les Corbières Lézignan-Corbières                                                                                  | Narbonne                                         | Région Lézignanaise, Corbières et Minervois |
| 11065      | 11190       | Camps-sur-l’Agly                       | 61                               | 26,35         | 2                | La Haute-Vallée de l’Aude Couiza                                                                                  | Limoux                                           | Limouxin                                    |
| 11066      | 11340       | Camurac                                | 108                              | 11,61         | 9                | La Haute-Vallée de l’Aude Belcaire                                                                                | Limoux                                           | Pyrénées Audoises                           |
| 11067      | 11200       | Canet                                  | 1853                             | 14,04         | 132              | Le Sud-Minervois Narbonne-Ouest                                                                                   | Narbonne                                         | Région Lézignanaise, Corbières et Minervois |
| 11068      | 11700       | Capendu                                | 1461                             | 15,12         | 97               | La Montagne d’Alaric Capendu                                                                                      | Carcassonne                                      | Carcassonne Agglo                           |
| 11069      | 11000       | Carcassonne                            | 46.429                           | 65,08         | 713              | Carcassonne-1 Carcassonne-2 Carcassonne-3 Carcassonne-Est Carcassonne-2-Nord Carcassonne-2-Sud Carcassonne-Centre | Carcassonne                                      | Carcassonne Agglo                           |
| 11070      | 11170       | Carlipa                                | 338                              | 5,26          | 64               | La Malepère à la Montagne Noire Castelnaudary-Nord                                                                | Carcassonne                                      | Piège Lauragais Malepère                    |
| 11071      | 11360       | Cascastel-des-Corbières                | 216                              | 15,38         | 14               | Les Corbières Durban-Corbières                                                                                    | Narbonne                                         | Région Lézignanaise, Corbières et Minervois |
| 11073      | 11190       | Cassaignes                             | 59                               | 3,74          | 16               | La Haute-Vallée de l’Aude Couiza                                                                                  | Limoux                                           | Limouxin                                    |
| 11075      | 11160       | Castans                                | 127                              | 17,01         | 7                | Le Haut-Minervois Peyriac-Minervois                                                                               | Carcassonne                                      | Carcassonne Agglo                           |
| 11077      | 11700       | Castelnau-d’Aude                       | 494                              | 7,38          | 67               | Le Lézignanais Lézignan-Corbières                                                                                 | Narbonne                                         | Région Lézignanaise, Corbières et Minervois |
| 11076      | 11400       | Castelnaudary                          | 12.212                           | 47,72         | 256              | Le Bassin Chaurien Castelnaudary-Sud Castelnaudary-Nord                                                           | Carcassonne                                      | Castelnaudary Lauragais Audois              |
| 11078      | 11300       | Castelreng                             | 207                              | 11,02         | 19               | La Région Limouxine Limoux                                                                                        | Limoux                                           | Limouxin                                    |
| 11079      | 11390       | Caudebronde                            | 220                              | 6,22          | 35               | La Vallée de l’Orbiel Mas-Cabardès                                                                                | Carcassonne                                      | Montagne Noire                              |
| 11081      | 11160       | Caunes-Minervois                       | 1571                             | 27,84         | 56               | Le Haut-Minervois Peyriac-Minervois                                                                               | Carcassonne                                      | Carcassonne Agglo                           |
| 11083      | 11220       | Caunettes-en-Val                       | 56                               | 8,71          | 6                | La Montagne d’Alaric Lagrasse                                                                                     | Carcassonne                                      | Carcassonne Agglo                           |
| 11082      | 11250       | Caunette-sur-Lauquet                   | 11                               | 4,97          | 2                | La Région Limouxine Saint-Hilaire                                                                                 | Limoux                                           | Limouxin                                    |
| 11084      | 11170       | Caux-et-Sauzens                        | 1013                             | 9,00          | 113              | La Malepère à la Montagne Noire Alzonne                                                                           | Carcassonne                                      | Carcassonne Agglo                           |
| 11085      | 11570       | Cavanac                                | 1012                             | 8,96          | 113              | Carcassonne-2 Carcassonne-Est                                                                                     | Carcassonne                                      | Carcassonne Agglo                           |
| 11086      | 11510       | Caves                                  | 879                              | 9,13          | 96               | Les Corbières Méditerranée Sigean                                                                                 | Narbonne                                         | Le Grand Narbonne                           |
| 11087      | 11270       | Cazalrenoux                            | 102                              | 13,35         | 8                | La Piège au Razès Fanjeaux                                                                                        | Carcassonne                                      | Piège Lauragais Malepère                    |
| 11088      | 11570       | Cazilhac                               | 1637                             | 3,83          | 427              | Carcassonne-2 Carcassonne-Est                                                                                     | Carcassonne                                      | Carcassonne Agglo                           |
| 11089      | 11170       | Cenne-Monestiés                        | 411                              | 7,76          | 53               | La Malepère à la Montagne Noire Castelnaudary-Nord                                                                | Carcassonne                                      | Piège Lauragais Malepère                    |
| 11090      | 11300       | Cépie                                  | 603                              | 6,61          | 91               | La Région Limouxine Limoux                                                                                        | Limoux                                           | Limouxin                                    |
| 11091      | 11230       | Chalabre                               | 1115                             | 15,49         | 72               | La Haute-Vallée de l’Aude Chalabre                                                                                | Limoux                                           | Pyrénées Audoises                           |
| 11092      | 11160       | Citou                                  | 99                               | 17,34         | 6                | Le Haut-Minervois Peyriac-Minervois                                                                               | Carcassonne                                      | Carcassonne Agglo                           |
| 11094      | 11250       | Clermont-sur-Lauquet                   | 30                               | 18,29         | 2                | La Région Limouxine Saint-Hilaire                                                                                 | Limoux                                           | Limouxin                                    |
| 11095      | 11700       | Comigne                                | 329                              | 9,24          | 36               | La Montagne d’Alaric Capendu                                                                                      | Carcassonne                                      | Carcassonne Agglo                           |
| 11096      | 11340       | Comus                                  | 33                               | 14,07         | 2                | La Haute-Vallée de l’Aude Belcaire                                                                                | Limoux                                           | Pyrénées Audoises                           |
| 11098      | 11200       | Conilhac-Corbières                     | 947                              | 12,18         | 78               | Le Lézignanais Lézignan-Corbières                                                                                 | Narbonne                                         | Région Lézignanaise, Corbières et Minervois |
| 11099      | 11600       | Conques-sur-Orbiel                     | 2549                             | 25,07         | 102              | La Vallée de l’Orbiel Conques-sur-Orbiel                                                                          | Carcassonne                                      | Carcassonne Agglo                           |
| 11100      | 11230       | Corbières                              | 36                               | 8,53          | 4                | La Haute-Vallée de l’Aude Chalabre                                                                                | Limoux                                           | Pyrénées Audoises                           |
| 11101      | 11500       | Coudons                                | 53                               | 9,50          | 6                | La Haute-Vallée de l’Aude Quillan                                                                                 | Limoux                                           | Pyrénées Audoises                           |
| 11102      | 11250       | Couffoulens                            | 538                              | 9,47          | 57               | Carcassonne-2 Carcassonne-Est                                                                                     | Carcassonne                                      | Carcassonne Agglo                           |
| 11103      | 11190       | Couiza                                 | 1130                             | 6,77          | 167              | La Haute-Vallée de l’Aude Couiza                                                                                  | Limoux                                           | Limouxin                                    |
| 11104      | 11140       | Counozouls                             | 56                               | 27,80         | 2                | La Haute-Vallée de l’Aude Axat                                                                                    | Limoux                                           | Pyrénées Audoises                           |
| 11105      | 11300       | Cournanel                              | 664                              | 6,34          | 105              | La Région Limouxine Limoux                                                                                        | Limoux                                           | Limouxin                                    |
| 11106      | 11110       | Coursan                                | 5762                             | 24,61         | 234              | Les Basses Plaines de l’Aude Coursan                                                                              | Narbonne                                         | Le Grand Narbonne                           |
| 11107      | 11230       | Courtauly                              | 76                               | 7,72          | 10               | La Haute-Vallée de l’Aude Chalabre                                                                                | Limoux                                           | Pyrénées Audoises                           |
| 11109      | 11190       | Coustaussa                             | 50                               | 4,47          | 11               | La Haute-Vallée de l’Aude Couiza                                                                                  | Limoux                                           | Limouxin                                    |
| 11110      | 11220       | Coustouge                              | 116                              | 9,67          | 12               | Les Corbières Durban-Corbières                                                                                    | Narbonne                                         | Région Lézignanaise, Corbières et Minervois |
| 11111      | 11200       | Cruscades                              | 940                              | 9,65          | 97               | Le Lézignanais Lézignan-Corbières                                                                                 | Narbonne                                         | Région Lézignanaise, Corbières et Minervois |
| 11112      | 11190       | Cubières-sur-Cinoble                   | 81                               | 14,48         | 6                | La Haute-Vallée de l’Aude Couiza                                                                                  | Limoux                                           | Limouxin                                    |
| 11113      | 11350       | Cucugnan                               | 121                              | 15,33         | 8                | Les Corbières Tuchan                                                                                              | Narbonne                                         | Corbières Salanque Méditerranée             |
| 11114      | 11410       | Cumiès                                 | 43                               | 3,92          | 11               | La Piège au Razès Salles-sur-l’Hers                                                                               | Carcassonne                                      | Castelnaudary Lauragais Audois              |
| 11115      | 11390       | Cuxac-Cabardès                         | 953                              | 25,06         | 38               | La Malepère à la Montagne Noire Saissac                                                                           | Carcassonne                                      | Montagne Noire                              |
| 11116      | 11590       | Cuxac-d’Aude                           | 4070                             | 21,54         | 189              | Les Basses Plaines de l’Aude Coursan                                                                              | Narbonne                                         | Le Grand Narbonne                           |
| 11117      | 11330       | Davejean                               | 147                              | 13,36         | 11               | Les Corbières Mouthoumet                                                                                          | Narbonne Carcassonne                             | Région Lézignanaise, Corbières et Minervois |
| 11118      | 11330       | Dernacueillette                        | 44                               | 7,75          | 6                | Les Corbières Mouthoumet                                                                                          | Narbonne Carcassonne                             | Région Lézignanaise, Corbières et Minervois |
| 11121      | 11240       | Donazac                                | 111                              | 5,06          | 22               | La Piège au Razès Alaigne                                                                                         | Limoux                                           | Limouxin                                    |
| 11122      | 11700       | Douzens                                | 780                              | 14,91         | 52               | La Montagne d’Alaric Capendu                                                                                      | Carcassonne                                      | Carcassonne Agglo                           |
| 11123      | 11350       | Duilhac-sous-Peyrepertuse              | 145                              | 21,09         | 7                | Les Corbières Tuchan                                                                                              | Narbonne                                         | Corbières Salanque Méditerranée             |
| 11124      | 11360       | Durban-Corbières                       | 644                              | 25,90         | 25               | Les Corbières Durban-Corbières                                                                                    | Narbonne                                         | Corbières Salanque Méditerranée             |
| 11125      | 11360       | Embres-et-Castelmaure                  | 158                              | 32,20         | 5                | Les Corbières Durban-Corbières                                                                                    | Narbonne                                         | Corbières Salanque Méditerranée             |
| 11126      | 11200       | Escales                                | 497                              | 10,18         | 49               | Le Lézignanais Lézignan-Corbières                                                                                 | Narbonne                                         | Région Lézignanaise, Corbières et Minervois |
| 11127      | 11140       | Escouloubre                            | 69                               | 31,14         | 2                | La Haute-Vallée de l’Aude Axat                                                                                    | Limoux                                           | Pyrénées Audoises                           |
| 11128      | 11240       | Escueillens-et-Saint-Just-de-Bélengard | 151                              | 11,20         | 13               | La Piège au Razès Alaigne                                                                                         | Limoux                                           | Limouxin                                    |
| 11129      | 11260       | Espéraza                               | 1695                             | 10,52         | 161              | La Haute-Vallée de l’Aude Quillan                                                                                 | Limoux                                           | Pyrénées Audoises                           |
| 11130      | 11340       | Espezel                                | 233                              | 14,31         | 16               | La Haute-Vallée de l’Aude Belcaire                                                                                | Limoux                                           | Pyrénées Audoises                           |
| 11132      | 11200       | Fabrezan                               | 1254                             | 28,62         | 44               | Les Corbières Lézignan-Corbières                                                                                  | Narbonne                                         | Région Lézignanaise, Corbières et Minervois |
| 11133      | 11220       | Fajac-en-Val                           | 51                               | 13,81         | 4                | La Montagne d’Alaric Lagrasse                                                                                     | Carcassonne                                      | Carcassonne Agglo                           |
| 11134      | 11410       | Fajac-la-Relenque                      | 51                               | 3,51          | 15               | La Piège au Razès Salles-sur-l’Hers                                                                               | Carcassonne                                      | Castelnaudary Lauragais Audois              |
| 11136      | 11270       | Fanjeaux                               | 886                              | 25,49         | 35               | La Piège au Razès Fanjeaux                                                                                        | Carcassonne                                      | Piège Lauragais Malepère                    |
| 11137      | 11330       | Félines-Termenès                       | 133                              | 10,01         | 13               | Les Corbières Mouthoumet                                                                                          | Narbonne Carcassonne                             | Région Lézignanaise, Corbières et Minervois |
| 11138      | 11400       | Fendeille                              | 613                              | 7,17          | 85               | Le Bassin Chaurien Castelnaudary-Sud                                                                              | Carcassonne                                      | Castelnaudary Lauragais Audois              |
| 11139      | 11240       | Fenouillet-du-Razès                    | 76                               | 7,22          | 11               | La Piège au Razès Alaigne                                                                                         | Carcassonne Limoux                               | Piège Lauragais Malepère                    |
| 11140      | 11200       | Ferrals-les-Corbières                  | 1267                             | 15,95         | 79               | Les Corbières Lézignan-Corbières                                                                                  | Narbonne                                         | Région Lézignanaise, Corbières et Minervois |
| 11141      | 11240       | Ferran                                 | 132                              | 5,86          | 23               | La Piège au Razès Alaigne                                                                                         | Carcassonne Limoux                               | Piège Lauragais Malepère                    |
| 11142      | 11300       | Festes-et-Saint-André                  | 187                              | 18,07         | 10               | La Région Limouxine Limoux                                                                                        | Limoux                                           | Limouxin                                    |
| 11143      | 11510       | Feuilla                                | 107                              | 24,12         | 4                | Les Corbières Méditerranée Sigean                                                                                 | Narbonne                                         | Corbières Salanque Méditerranée             |
| 11144      | 11510       | Fitou                                  | 1147                             | 30,25         | 38               | Les Corbières Méditerranée Sigean                                                                                 | Narbonne                                         | Corbières Salanque Méditerranée             |
| 11145      | 11560       | Fleury                                 | 4071                             | 51,27         | 79               | Les Basses Plaines de l’Aude Coursan                                                                              | Narbonne                                         | Le Grand Narbonne                           |
| 11146      | 11800       | Floure                                 | 427                              | 4,25          | 100              | La Montagne d’Alaric Capendu                                                                                      | Carcassonne                                      | Carcassonne Agglo                           |
| 11147      | 11140       | Fontanès-de-Sault                      | 5                                | 5,29          | 1                | La Haute-Vallée de l’Aude Belcaire                                                                                | Limoux                                           | Pyrénées Audoises                           |
| 11148      | 11700       | Fontcouverte                           | 574                              | 9,97          | 58               | Les Corbières Lézignan-Corbières                                                                                  | Narbonne                                         | Région Lézignanaise, Corbières et Minervois |
| 11149      | 11400       | Fonters-du-Razès                       | 74                               | 12,15         | 6                | La Piège au Razès Fanjeaux                                                                                        | Carcassonne                                      | Piège Lauragais Malepère                    |
| 11150      | 11310       | Fontiers-Cabardès                      | 467                              | 8,46          | 55               | La Malepère à la Montagne Noire Saissac                                                                           | Carcassonne                                      | Montagne Noire                              |
| 11151      | 11800       | Fontiès-d’Aude                         | 555                              | 6,07          | 91               | La Montagne d’Alaric Capendu                                                                                      | Carcassonne                                      | Carcassonne Agglo                           |
| 11152      | 11360       | Fontjoncouse                           | 139                              | 27,35         | 5                | Les Corbières Durban-Corbières                                                                                    | Narbonne                                         | Corbières Salanque Méditerranée             |
| 11154      | 11600       | Fournes-Cabardès                       | 52                               | 12,45         | 4                | La Vallée de l’Orbiel Mas-Cabardès                                                                                | Carcassonne                                      | Montagne Noire                              |
| 11155      | 11190       | Fourtou                                | 78                               | 20,46         | 4                | La Haute-Vallée de l’Aude Couiza                                                                                  | Limoux                                           | Limouxin                                    |
| 11156      | 11600       | Fraisse-Cabardès                       | 104                              | 7,13          | 15               | La Malepère à la Montagne Noire Saissac                                                                           | Carcassonne                                      | Montagne Noire                              |
| 11157      | 11360       | Fraissé-des-Corbières                  | 221                              | 19,10         | 12               | Les Corbières Durban-Corbières                                                                                    | Narbonne                                         | Corbières Salanque Méditerranée             |
| 11158      | 11300       | Gaja-et-Villedieu                      | 309                              | 7,75          | 40               | La Région Limouxine Limoux                                                                                        | Limoux                                           | Limouxin                                    |
| 11159      | 11270       | Gaja-la-Selve                          | 136                              | 11,38         | 12               | La Piège au Razès Fanjeaux                                                                                        | Carcassonne                                      | Piège Lauragais Malepère                    |
| 11160      | 11140       | Galinagues                             | 31                               | 4,14          | 7                | La Haute-Vallée de l’Aude Belcaire                                                                                | Limoux                                           | Pyrénées Audoises                           |
| 11161      | 11250       | Gardie                                 | 128                              | 4,65          | 28               | La Région Limouxine Saint-Hilaire                                                                                 | Limoux                                           | Limouxin                                    |
| 11162      | 11270       | Generville                             | 51                               | 10,21         | 5                | La Piège au Razès Fanjeaux                                                                                        | Carcassonne                                      | Piège Lauragais Malepère                    |
| 11163      | 11140       | Gincla                                 | 47                               | 7,65          | 6                | La Haute-Vallée de l’Aude Axat                                                                                    | Limoux                                           | Pyrénées Audoises                           |
| 11164      | 11120       | Ginestas                               | 1579                             | 9,50          | 166              | Le Sud-Minervois Ginestas                                                                                         | Narbonne                                         | Le Grand Narbonne                           |
| 11165      | 11500       | Ginoles                                | 298                              | 6,17          | 48               | La Haute-Vallée de l’Aude Quillan                                                                                 | Limoux                                           | Pyrénées Audoises                           |
| 11166      | 11410       | Gourvieille                            | 69                               | 3,09          | 22               | La Piège au Razès Salles-sur-l’Hers                                                                               | Carcassonne                                      | Castelnaudary Lauragais Audois              |
| 11167      | 11240       | Gramazie                               | 128                              | 2,00          | 64               | La Piège au Razès Alaigne                                                                                         | Limoux                                           | Limouxin                                    |
| 11168      | 11500       | Granès                                 | 116                              | 5,38          | 22               | La Haute-Vallée de l’Aude Quillan                                                                                 | Limoux                                           | Pyrénées Audoises                           |
| 11169      | 11250       | Greffeil                               | 94                               | 13,67         | 7                | La Région Limouxine Saint-Hilaire                                                                                 | Limoux                                           | Limouxin                                    |
| 11170      | 11430       | Gruissan                               | 5068                             | 43,65         | 116              | Narbonne-2 Coursan                                                                                                | Narbonne                                         | Le Grand Narbonne                           |
| 11172      | 11200       | Homps                                  | 604                              | 3,06          | 197              | Le Lézignanais Lézignan-Corbières                                                                                 | Narbonne                                         | Région Lézignanaise, Corbières et Minervois |
| 11173      | 11240       | Hounoux                                | 133                              | 7,62          | 17               | La Piège au Razès Alaigne                                                                                         | Carcassonne Limoux                               | Piège Lauragais Malepère                    |
| 11175      | 11400       | Issel                                  | 484                              | 17,66         | 27               | Le Bassin Chaurien Castelnaudary-Nord                                                                             | Carcassonne                                      | Castelnaudary Lauragais Audois              |
| 11176      | 11220       | Jonquières                             | 46                               | 13,66         | 3                | Les Corbières Durban-Corbières                                                                                    | Narbonne                                         | Région Lézignanaise, Corbières et Minervois |
| 11177      | 11140       | Joucou                                 | 30                               | 6,44          | 5                | La Haute-Vallée de l’Aude Belcaire                                                                                | Limoux                                           | Pyrénées Audoises                           |
| 11039      | 11300       | La Bezole                              | 47                               | 6,51          | 7                | La Région Limouxine Limoux                                                                                        | Limoux                                           | Limouxin                                    |
| 11072      | 11270       | La Cassaigne                           | 188                              | 12,13         | 15               | La Piège au Razès Fanjeaux                                                                                        | Carcassonne                                      | Piège Lauragais Malepère                    |
| 11108      | 11240       | La Courtète                            | 48                               | 5,47          | 9                | La Piège au Razès Alaigne                                                                                         | Limoux                                           | Limouxin                                    |
| 11119      | 11300       | La Digne-d’Amont                       | 290                              | 3,61          | 80               | La Région Limouxine Limoux                                                                                        | Limoux                                           | Limouxin                                    |
| 11120      | 11300       | La Digne-d’Aval                        | 526                              | 3,14          | 168              | La Région Limouxine Limoux                                                                                        | Limoux                                           | Limouxin                                    |
| 11135      | 11140       | La Fajolle                             | 13                               | 15,79         | 1                | La Haute-Vallée de l’Aude Belcaire                                                                                | Limoux                                           | Pyrénées Audoises                           |
| 11153      | 11270       | La Force                               | 259                              | 4,60          | 56               | La Piège au Razès Fanjeaux                                                                                        | Carcassonne                                      | Piège Lauragais Malepère                    |
| 11208      | 11410       | La Louvière-Lauragais                  | 80                               | 6,25          | 13               | La Piège au Razès Salles-sur-l’Hers                                                                               | Carcassonne                                      | Castelnaudary Lauragais Audois              |
| 11188      | 11480       | La Palme                               | 1889                             | 27,47         | 69               | Les Corbières Méditerranée Sigean                                                                                 | Narbonne                                         | Le Grand Narbonne                           |
| 11292      | 11400       | La Pomarède                            | 184                              | 13,08         | 14               | Le Bassin Chaurien Castelnaudary-Nord                                                                             | Carcassonne                                      | Castelnaudary Lauragais Audois              |
| 11190      | 11700       | La Redorte                             | 1275                             | 13,49         | 95               | Le Haut-Minervois Peyriac-Minervois                                                                               | Carcassonne                                      | Carcassonne Agglo                           |
| 11376      | 11190       | La Serpent                             | 95                               | 9,59          | 10               | La Haute-Vallée de l’Aude Couiza                                                                                  | Limoux                                           | Limouxin                                    |
| 11391      | 11380       | La Tourette-Cabardès                   | 22                               | 5,03          | 4                | La Vallée de l’Orbiel Mas-Cabardès                                                                                | Carcassonne                                      | Montagne Noire                              |
| 11178      | 11320       | Labastide-d’Anjou                      | 1261                             | 8,57          | 147              | Le Bassin Chaurien Castelnaudary-Sud                                                                              | Carcassonne                                      | Castelnaudary Lauragais Audois              |
| 11179      | 11220       | Labastide-en-Val                       | 89                               | 11,70         | 8                | La Montagne d’Alaric Lagrasse                                                                                     | Carcassonne                                      | Carcassonne Agglo                           |
| 11180      | 11380       | Labastide-Esparbairenque               | 62                               | 16,77         | 4                | La Vallée de l’Orbiel Mas-Cabardès                                                                                | Carcassonne                                      | Montagne Noire                              |
| 11181      | 11400       | Labécède-Lauragais                     | 419                              | 19,96         | 21               | La Malepère à la Montagne Noire Castelnaudary-Nord                                                                | Carcassonne                                      | Castelnaudary Lauragais Audois              |
| 11182      | 11310       | Lacombe                                | 184                              | 14,99         | 12               | La Malepère à la Montagne Noire Saissac                                                                           | Carcassonne                                      | Montagne Noire                              |
| 11183      | 11250       | Ladern-sur-Lauquet                     | 257                              | 24,64         | 10               | La Région Limouxine Saint-Hilaire                                                                                 | Limoux                                           | Limouxin                                    |
| 11184      | 11420       | Lafage                                 | 96                               | 12,71         | 8                | La Piège au Razès Belpech                                                                                         | Carcassonne                                      | Piège Lauragais Malepère                    |
| 11185      | 11220       | Lagrasse                               | 548                              | 32,20         | 17               | Les Corbières Lagrasse                                                                                            | Narbonne Carcassonne                             | Région Lézignanaise, Corbières et Minervois |
| 11186      | 11330       | Lairière                               | 52                               | 13,08         | 4                | Les Corbières Mouthoumet                                                                                          | Narbonne Carcassonne                             | Région Lézignanaise, Corbières et Minervois |
| 11187      | 11330       | Lanet                                  | 59                               | 8,75          | 7                | Les Corbières Mouthoumet                                                                                          | Narbonne Carcassonne                             | Région Lézignanaise, Corbières et Minervois |
| 11189      | 11390       | Laprade                                | 116                              | 4,61          | 25               | La Malepère à la Montagne Noire Saissac                                                                           | Carcassonne                                      | Montagne Noire                              |
| 11191      | 11330       | Laroque-de-Fa                          | 141                              | 20,41         | 7                | Les Corbières Mouthoumet                                                                                          | Narbonne Carcassonne                             | Région Lézignanaise, Corbières et Minervois |
| 11192      | 11400       | Lasbordes                              | 824                              | 14,74         | 56               | Le Bassin Chaurien Castelnaudary-Sud                                                                              | Carcassonne                                      | Castelnaudary Lauragais Audois              |
| 11193      | 11270       | Lasserre-de-Prouille                   | 290                              | 4,16          | 70               | La Piège au Razès Alaigne                                                                                         | Carcassonne Limoux                               | Piège Lauragais Malepère                    |
| 11194      | 11600       | Lastours                               | 148                              | 2,80          | 53               | La Vallée de l’Orbiel Mas-Cabardès                                                                                | Carcassonne                                      | Montagne Noire                              |
| 11195      | 11400       | Laurabuc                               | 411                              | 8,04          | 51               | La Piège au Razès Castelnaudary-Sud                                                                               | Carcassonne                                      | Castelnaudary Lauragais Audois              |
| 11196      | 11270       | Laurac                                 | 180                              | 11,58         | 16               | La Piège au Razès Fanjeaux                                                                                        | Carcassonne                                      | Piège Lauragais Malepère                    |
| 11197      | 11300       | Lauraguel                              | 621                              | 7,01          | 89               | La Piège au Razès Alaigne                                                                                         | Limoux                                           | Limouxin                                    |
| 11198      | 11800       | Laure-Minervois                        | 1030                             | 39,23         | 26               | Le Haut-Minervois Peyriac-Minervois                                                                               | Carcassonne                                      | Carcassonne Agglo                           |
| 11199      | 11290       | Lavalette                              | 1572                             | 6,55          | 240              | Carcassonne-3 Montréal                                                                                            | Carcassonne                                      | Carcassonne Agglo                           |
| 11047      | 11140       | Le Bousquet                            | 44                               | 25,99         | 2                | La Haute-Vallée de l’Aude Axat                                                                                    | Limoux                                           | Pyrénées Audoises                           |
| 11093      | 11140       | Le Clat                                | 28                               | 10,25         | 3                | La Haute-Vallée de l’Aude Axat                                                                                    | Limoux                                           | Pyrénées Audoises                           |
| 11054      | 11400       | Les Brunels                            | 268                              | 11,97         | 22               | La Malepère à la Montagne Noire Castelnaudary-Nord                                                                | Carcassonne                                      | Aux sources du Canal du Midi                |
| 11074      | 11320       | Les Cassés                             | 317                              | 7,28          | 44               | Le Bassin Chaurien Castelnaudary-Nord                                                                             | Carcassonne                                      | Castelnaudary Lauragais Audois              |
| 11174      | 11380       | Les Ilhes                              | 61                               | 4,16          | 15               | La Vallée de l’Orbiel Mas-Cabardès                                                                                | Carcassonne                                      | Montagne Noire                              |
| 11221      | 11390       | Les Martys                             | 307                              | 19,18         | 16               | La Vallée de l’Orbiel Mas-Cabardès                                                                                | Carcassonne                                      | Montagne Noire                              |
| 11200      | 11160       | Lespinassière                          | 136                              | 16,24         | 8                | Le Haut-Minervois Peyriac-Minervois                                                                               | Carcassonne                                      | Carcassonne Agglo                           |
| 11201      | 11250       | Leuc                                   | 823                              | 11,28         | 73               | Carcassonne-2 Carcassonne-Est                                                                                     | Carcassonne                                      | Carcassonne Agglo                           |
| 11202      | 11370       | Leucate                                | 4531                             | 23,55         | 192              | Les Corbières Méditerranée Sigean                                                                                 | Narbonne                                         | Le Grand Narbonne                           |
| 11203      | 11200       | Lézignan-Corbières                     | 10.855                           | 37,68         | 288              | Le Lézignanais Lézignan-Corbières                                                                                 | Narbonne                                         | Région Lézignanaise, Corbières et Minervois |
| 11204      | 11240       | Lignairolles                           | 34                               | 7,31          | 5                | La Piège au Razès Alaigne                                                                                         | Limoux                                           | Limouxin                                    |
| 11205      | 11600       | Limousis                               | 124                              | 9,92          | 13               | Le Haut-Minervois Conques-sur-Orbiel                                                                              | Carcassonne                                      | Carcassonne Agglo                           |
| 11206      | 11300       | Limoux                                 | 10.339                           | 32,41         | 319              | La Région Limouxine Limoux                                                                                        | Limoux                                           | Limouxin                                    |
| 11207      | 11300       | Loupia                                 | 253                              | 4,46          | 57               | La Région Limouxine Limoux                                                                                        | Limoux                                           | Limouxin                                    |
| 11209      | 11190       | Luc-sur-Aude                           | 253                              | 7,67          | 33               | La Haute-Vallée de l’Aude Couiza                                                                                  | Limoux                                           | Limouxin                                    |
| 11210      | 11200       | Luc-sur-Orbieu                         | 1159                             | 9,88          | 117              | Les Corbières Lézignan-Corbières                                                                                  | Narbonne                                         | Région Lézignanaise, Corbières et Minervois |
| 11211      | 11300       | Magrie                                 | 543                              | 9,95          | 55               | La Région Limouxine Limoux                                                                                        | Limoux                                           | Limouxin                                    |
| 11212      | 11120       | Mailhac                                | 585                              | 10,51         | 56               | Le Sud-Minervois Ginestas                                                                                         | Narbonne                                         | Le Grand Narbonne                           |
| 11213      | 11330       | Maisons                                | 52                               | 12,15         | 4                | Les Corbières Tuchan                                                                                              | Narbonne                                         | Corbières Salanque Méditerranée             |
| 11214      | 11300       | Malras                                 | 437                              | 4,22          | 104              | La Région Limouxine Limoux                                                                                        | Limoux                                           | Limouxin                                    |
| 11215      | 11600       | Malves-en-Minervois                    | 880                              | 4,88          | 180              | La Vallée de l’Orbiel Conques-sur-Orbiel                                                                          | Carcassonne                                      | Carcassonne Agglo                           |
| 11216      | 11300       | Malviès                                | 362                              | 7,22          | 50               | La Piège au Razès Alaigne                                                                                         | Limoux                                           | Limouxin                                    |
| 11217      | 11120       | Marcorignan                            | 1318                             | 5,64          | 234              | Le Sud-Minervois Narbonne-Ouest                                                                                   | Narbonne                                         | Le Grand Narbonne                           |
| 11218      | 11410       | Marquein                               | 80                               | 5,49          | 15               | La Piège au Razès Salles-sur-l’Hers                                                                               | Carcassonne                                      | Castelnaudary Lauragais Audois              |
| 11219      | 11140       | Marsa                                  | 22                               | 19,17         | 1                | La Haute-Vallée de l’Aude Quillan                                                                                 | Limoux                                           | Pyrénées Audoises                           |
| 11220      | 11800       | Marseillette                           | 706                              | 11,17         | 63               | La Montagne d’Alaric Capendu                                                                                      | Carcassonne                                      | Carcassonne Agglo                           |
| 11222      | 11380       | Mas-Cabardès                           | 173                              | 9,09          | 19               | La Vallée de l’Orbiel Mas-Cabardès                                                                                | Carcassonne                                      | Montagne Noire                              |
| 11223      | 11570       | Mas-des-Cours                          | 23                               | 7,55          | 3                | Carcassonne-2 Carcassonne-Est                                                                                     | Carcassonne                                      | Carcassonne Agglo                           |
| 11224      | 11330       | Massac                                 | 28                               | 11,89         | 2                | Les Corbières Mouthoumet                                                                                          | Narbonne Carcassonne                             | Région Lézignanaise, Corbières et Minervois |
| 11225      | 11400       | Mas-Saintes-Puelles                    | 937                              | 27,63         | 34               | Le Bassin Chaurien Castelnaudary-Sud                                                                              | Carcassonne                                      | Castelnaudary Lauragais Audois              |
| 11226      | 11420       | Mayreville                             | 86                               | 8,17          | 11               | La Piège au Razès Belpech                                                                                         | Carcassonne                                      | Castelnaudary Lauragais Audois              |
| 11227      | 11220       | Mayronnes                              | 44                               | 11,86         | 4                | La Montagne d’Alaric Lagrasse                                                                                     | Carcassonne                                      | Carcassonne Agglo                           |
| 11228      | 11240       | Mazerolles-du-Razès                    | 154                              | 8,22          | 19               | La Piège au Razès Alaigne                                                                                         | Limoux                                           | Limouxin                                    |
| 11229      | 11140       | Mazuby                                 | 23                               | 8,96          | 3                | La Haute-Vallée de l’Aude Belcaire                                                                                | Limoux                                           | Pyrénées Audoises                           |
| 11230      | 11140       | Mérial                                 | 30                               | 17,19         | 2                | La Haute-Vallée de l’Aude Belcaire                                                                                | Limoux                                           | Pyrénées Audoises                           |
| 11231      | 11410       | Mézerville                             | 97                               | 7,30          | 13               | La Piège au Razès Salles-sur-l’Hers                                                                               | Carcassonne                                      | Castelnaudary Lauragais Audois              |
| 11232      | 11380       | Miraval-Cabardès                       | 55                               | 12,16         | 5                | La Vallée de l’Orbiel Mas-Cabardès                                                                                | Carcassonne                                      | Montagne Noire                              |
| 11233      | 11120       | Mirepeisset                            | 743                              | 5,19          | 143              | Le Sud-Minervois Ginestas                                                                                         | Narbonne                                         | Le Grand Narbonne                           |
| 11234      | 11400       | Mireval-Lauragais                      | 193                              | 10,32         | 19               | La Piège au Razès Castelnaudary-Sud                                                                               | Carcassonne                                      | Castelnaudary Lauragais Audois              |
| 11235      | 11580       | Missègre                               | 64                               | 7,28          | 9                | La Haute-Vallée de l’Aude Couiza                                                                                  | Limoux                                           | Limouxin                                    |
| 11236      | 11420       | Molandier                              | 251                              | 19,84         | 13               | La Piège au Razès Belpech                                                                                         | Carcassonne                                      | Piège Lauragais Malepère                    |
| 11238      | 11410       | Molleville                             | 136                              | 3,59          | 38               | La Piège au Razès Salles-sur-l’Hers                                                                               | Carcassonne                                      | Castelnaudary Lauragais Audois              |
| 11239      | 11410       | Montauriol                             | 84                               | 8,47          | 10               | La Piège au Razès Salles-sur-l’Hers                                                                               | Carcassonne                                      | Castelnaudary Lauragais Audois              |
| 11240      | 11190       | Montazels                              | 537                              | 4,39          | 122              | La Haute-Vallée de l’Aude Couiza                                                                                  | Limoux                                           | Limouxin                                    |
| 11241      | 11700       | Montbrun-des-Corbières                 | 340                              | 10,61         | 32               | Le Lézignanais Lézignan-Corbières                                                                                 | Narbonne                                         | Région Lézignanaise, Corbières et Minervois |
| 11242      | 11250       | Montclar                               | 177                              | 11,31         | 16               | Carcassonne-3 Montréal                                                                                            | Carcassonne                                      | Carcassonne Agglo                           |
| 11243      | 11320       | Montferrand                            | 648                              | 17,93         | 36               | Le Bassin Chaurien Castelnaudary-Sud                                                                              | Carcassonne                                      | Castelnaudary Lauragais Audois              |
| 11244      | 11140       | Montfort-sur-Boulzane                  | 88                               | 33,32         | 3                | La Haute-Vallée de l’Aude Axat                                                                                    | Limoux                                           | Pyrénées Audoises                           |
| 11245      | 11330       | Montgaillard                           | 37                               | 16,72         | 2                | Les Corbières Tuchan                                                                                              | Narbonne                                         | Corbières Salanque Méditerranée             |
| 11246      | 11240       | Montgradail                            | 49                               | 4,48          | 11               | La Piège au Razès Alaigne                                                                                         | Limoux                                           | Limouxin                                    |
| 11247      | 11240       | Monthaut                               | 37                               | 7,01          | 5                | La Piège au Razès Alaigne                                                                                         | Limoux                                           | Limouxin                                    |
| 11248      | 11800       | Montirat                               | 67                               | 12,67         | 5                | La Montagne d’Alaric Capendu                                                                                      | Carcassonne                                      | Carcassonne Agglo                           |
| 11249      | 11230       | Montjardin                             | 80                               | 14,11         | 6                | La Haute-Vallée de l’Aude Chalabre                                                                                | Limoux                                           | Pyrénées Audoises                           |
| 11250      | 11330       | Montjoi                                | 40                               | 7,18          | 6                | Les Corbières Mouthoumet                                                                                          | Narbonne Carcassonne                             | Région Lézignanaise, Corbières et Minervois |
| 11252      | 11320       | Montmaur                               | 350                              | 12,61         | 28               | Le Bassin Chaurien Castelnaudary-Nord                                                                             | Carcassonne                                      | Castelnaudary Lauragais Audois              |
| 11253      | 11170       | Montolieu                              | 829                              | 23,65         | 35               | La Malepère à la Montagne Noire Alzonne                                                                           | Carcassonne                                      | Carcassonne Agglo                           |
| 11254      | 11290       | Montréal                               | 2116                             | 55,03         | 38               | La Malepère à la Montagne Noire Montréal                                                                          | Carcassonne                                      | Piège Lauragais Malepère                    |
| 11255      | 11100       | Montredon-des-Corbières                | 1477                             | 17,15         | 86               | Narbonne-1 Narbonne-Ouest                                                                                         | Narbonne                                         | Le Grand Narbonne                           |
| 11256      | 11200       | Montséret                              | 620                              | 11,31         | 55               | Les Corbières Lézignan-Corbières                                                                                  | Narbonne                                         | Région Lézignanaise, Corbières et Minervois |
| 11257      | 11800       | Monze                                  | 243                              | 13,96         | 17               | La Montagne d’Alaric Capendu                                                                                      | Carcassonne                                      | Carcassonne Agglo                           |
| 11258      | 11120       | Moussan                                | 2079                             | 14,88         | 140              | Le Sud-Minervois Narbonne-Ouest                                                                                   | Narbonne                                         | Le Grand Narbonne                           |
| 11259      | 11170       | Moussoulens                            | 988                              | 19,60         | 50               | La Malepère à la Montagne Noire Alzonne                                                                           | Carcassonne                                      | Carcassonne Agglo                           |
| 11260      | 11330       | Mouthoumet                             | 115                              | 13,73         | 8                | Les Corbières Mouthoumet                                                                                          | Narbonne Carcassonne                             | Région Lézignanaise, Corbières et Minervois |
| 11261      | 11700       | Moux                                   | 715                              | 15,70         | 46               | La Montagne d’Alaric Capendu                                                                                      | Narbonne Carcassonne                             | Région Lézignanaise, Corbières et Minervois |
| 11262      | 11100       | Narbonne                               | 56.692                           | 172,96        | 328              | Narbonne-1 Narbonne-2 Narbonne-3 Narbonne-Est Narbonne-Ouest Narbonne-Sud                                         | Narbonne                                         | Le Grand Narbonne                           |
| 11263      | 11500       | Nébias                                 | 257                              | 12,69         | 20               | La Haute-Vallée de l’Aude Quillan                                                                                 | Limoux                                           | Pyrénées Audoises                           |
| 11264      | 11200       | Névian                                 | 1283                             | 14,25         | 90               | Narbonne-1 Narbonne-Ouest                                                                                         | Narbonne                                         | Le Grand Narbonne                           |
| 11265      | 11140       | Niort-de-Sault                         | 36                               | 22,11         | 2                | La Haute-Vallée de l’Aude Belcaire                                                                                | Limoux                                           | Pyrénées Audoises                           |
| 11267      | 11200       | Ornaisons                              | 1097                             | 10,80         | 102              | Le Lézignanais Lézignan-Corbières                                                                                 | Narbonne                                         | Région Lézignanaise, Corbières et Minervois |
| 11268      | 11270       | Orsans                                 | 97                               | 9,94          | 10               | La Piège au Razès Fanjeaux                                                                                        | Carcassonne                                      | Piège Lauragais Malepère                    |
| 11269      | 11590       | Ouveillan                              | 2635                             | 29,98         | 88               | Le Sud-Minervois Ginestas                                                                                         | Narbonne                                         | Le Grand Narbonne                           |
| 11270      | 11350       | Padern                                 | 142                              | 29,79         | 5                | Les Corbières Tuchan                                                                                              | Narbonne                                         | Corbières Salanque Méditerranée             |
| 11271      | 11330       | Palairac                               | 31                               | 17,93         | 2                | Les Corbières Mouthoumet                                                                                          | Narbonne Carcassonne                             | Région Lézignanaise, Corbières et Minervois |
| 11272      | 11570       | Palaja                                 | 2692                             | 14,69         | 183              | Carcassonne-2 Carcassonne-Est                                                                                     | Carcassonne                                      | Carcassonne Agglo                           |
| 11273      | 11200       | Paraza                                 | 700                              | 9,47          | 74               | Le Sud-Minervois Ginestas                                                                                         | Narbonne                                         | Région Lézignanaise, Corbières et Minervois |
| 11274      | 11300       | Pauligne                               | 363                              | 6,06          | 60               | La Région Limouxine Limoux                                                                                        | Limoux                                           | Limouxin                                    |
| 11275      | 11410       | Payra-sur-l’Hers                       | 208                              | 24,52         | 8                | La Piège au Razès Salles-sur-l’Hers                                                                               | Carcassonne                                      | Castelnaudary Lauragais Audois              |
| 11276      | 11350       | Paziols                                | 528                              | 28,02         | 19               | Les Corbières Tuchan                                                                                              | Narbonne                                         | Corbières Salanque Méditerranée             |
| 11277      | 11420       | Pécharic-et-le-Py                      | 29                               | 5,77          | 5                | La Piège au Razès Belpech                                                                                         | Carcassonne                                      | Piège Lauragais Malepère                    |
| 11278      | 11420       | Pech-Luna                              | 76                               | 6,57          | 12               | La Piège au Razès Belpech                                                                                         | Carcassonne                                      | Piège Lauragais Malepère                    |
| 11279      | 11610       | Pennautier                             | 2875                             | 17,78         | 162              | La Vallée de l’Orbiel Carcassonne-2-Nord                                                                          | Carcassonne                                      | Carcassonne Agglo                           |
| 11280      | 11700       | Pépieux                                | 1105                             | 9,85          | 112              | Le Haut-Minervois Peyriac-Minervois                                                                               | Carcassonne                                      | Carcassonne Agglo                           |
| 11281      | 11150       | Pexiora                                | 1264                             | 13,16         | 96               | La Piège au Razès Castelnaudary-Sud                                                                               | Carcassonne                                      | Piège Lauragais Malepère                    |
| 11282      | 11230       | Peyrefitte-du-Razès                    | 54                               | 6,72          | 8                | La Haute-Vallée de l’Aude Chalabre                                                                                | Limoux                                           | Pyrénées Audoises                           |
| 11283      | 11420       | Peyrefitte-sur-l’Hers                  | 76                               | 6,47          | 12               | La Piège au Razès Belpech                                                                                         | Carcassonne                                      | Castelnaudary Lauragais Audois              |
| 11284      | 11400       | Peyrens                                | 459                              | 4,77          | 96               | Le Bassin Chaurien Castelnaudary-Nord                                                                             | Carcassonne                                      | Castelnaudary Lauragais Audois              |
| 11285      | 11440       | Peyriac-de-Mer                         | 1191                             | 26,92         | 44               | Les Corbières Méditerranée Sigean                                                                                 | Narbonne                                         | Le Grand Narbonne                           |
| 11286      | 11160       | Peyriac-Minervois                      | 1142                             | 10,19         | 112              | Le Haut-Minervois Peyriac-Minervois                                                                               | Carcassonne                                      | Carcassonne Agglo                           |
| 11287      | 11190       | Peyrolles                              | 89                               | 14,49         | 6                | La Haute-Vallée de l’Aude Couiza                                                                                  | Limoux                                           | Limouxin                                    |
| 11288      | 11170       | Pezens                                 | 1598                             | 11,11         | 144              | La Malepère à la Montagne Noire Alzonne                                                                           | Carcassonne                                      | Carcassonne Agglo                           |
| 11289      | 11300       | Pieusse                                | 967                              | 12,92         | 75               | La Région Limouxine Limoux                                                                                        | Limoux                                           | Limouxin                                    |
| 11290      | 11420       | Plaigne                                | 120                              | 13,19         | 9                | La Piège au Razès Belpech                                                                                         | Carcassonne                                      | Piège Lauragais Malepère                    |
| 11291      | 11270       | Plavilla                               | 142                              | 12,40         | 11               | La Piège au Razès Fanjeaux                                                                                        | Carcassonne                                      | Piège Lauragais Malepère                    |
| 11293      | 11250       | Pomas                                  | 985                              | 10,15         | 97               | La Région Limouxine Saint-Hilaire                                                                                 | Limoux                                           | Carcassonne Agglo                           |
| 11294      | 11300       | Pomy                                   | 51                               | 6,00          | 9                | La Piège au Razès Alaigne                                                                                         | Limoux                                           | Limouxin                                    |
| 11295      | 11490       | Portel-des-Corbières                   | 1288                             | 35,10         | 37               | Les Corbières Méditerranée Sigean                                                                                 | Narbonne                                         | Le Grand Narbonne                           |
| 11266      | 11210       | Port-la-Nouvelle                       | 5882                             | 28,55         | 206              | Les Corbières Méditerranée Sigean                                                                                 | Narbonne                                         | Le Grand Narbonne                           |
| 11296      | 11120       | Pouzols-Minervois                      | 597                              | 10,15         | 59               | Le Sud-Minervois Ginestas                                                                                         | Narbonne                                         | Le Grand Narbonne                           |
| 11297      | 11380       | Pradelles-Cabardès                     | 160                              | 20,61         | 8                | La Vallée de l’Orbiel Mas-Cabardès                                                                                | Carcassonne                                      | Montagne Noire                              |
| 11299      | 11250       | Preixan                                | 637                              | 8,56          | 74               | Carcassonne-3 Montréal                                                                                            | Carcassonne                                      | Carcassonne Agglo                           |
| 11300      | 11400       | Puginier                               | 154                              | 6,78          | 23               | Le Bassin Chaurien Castelnaudary-Nord                                                                             | Carcassonne                                      | Castelnaudary Lauragais Audois              |
| 11301      | 11700       | Puichéric                              | 1194                             | 13,21         | 90               | Le Haut-Minervois Peyriac-Minervois                                                                               | Carcassonne                                      | Carcassonne Agglo                           |
| 11302      | 11140       | Puilaurens                             | 272                              | 33,38         | 8                | La Haute-Vallée de l’Aude Axat                                                                                    | Limoux                                           | Pyrénées Audoises                           |
| 11303      | 11230       | Puivert                                | 461                              | 41,29         | 11               | La Haute-Vallée de l’Aude Chalabre                                                                                | Limoux                                           | Pyrénées Audoises                           |
| 11304      | 11500       | Quillan                                | 2992                             | 34,63         | 86               | La Haute-Vallée de l’Aude Quillan                                                                                 | Limoux                                           | Pyrénées Audoises                           |
| 11305      | 11360       | Quintillan                             | 57                               | 16,42         | 3                | Les Corbières Durban-Corbières                                                                                    | Narbonne                                         | Région Lézignanaise, Corbières et Minervois |
| 11306      | 11500       | Quirbajou                              | 50                               | 13,95         | 4                | La Haute-Vallée de l’Aude Quillan                                                                                 | Limoux                                           | Pyrénées Audoises                           |
| 11307      | 11200       | Raissac-d’Aude                         | 234                              | 5,93          | 39               | Le Sud-Minervois Narbonne-Ouest                                                                                   | Narbonne                                         | Le Grand Narbonne                           |
| 11308      | 11170       | Raissac-sur-Lampy                      | 466                              | 5,23          | 89               | La Malepère à la Montagne Noire Alzonne                                                                           | Carcassonne                                      | Carcassonne Agglo                           |
| 11309      | 11190       | Rennes-le-Château                      | 87                               | 14,68         | 6                | La Haute-Vallée de l’Aude Couiza                                                                                  | Limoux                                           | Limouxin                                    |
| 11310      | 11190       | Rennes-les-Bains                       | 224                              | 18,77         | 12               | La Haute-Vallée de l’Aude Couiza                                                                                  | Limoux                                           | Limouxin                                    |
| 11311      | 11220       | Ribaute                                | 264                              | 9,41          | 28               | Les Corbières Lagrasse                                                                                            | Narbonne Carcassonne                             | Région Lézignanaise, Corbières et Minervois |
| 11312      | 11270       | Ribouisse                              | 101                              | 10,21         | 10               | La Piège au Razès Fanjeaux                                                                                        | Carcassonne                                      | Piège Lauragais Malepère                    |
| 11313      | 11400       | Ricaud                                 | 328                              | 5,92          | 55               | Le Bassin Chaurien Castelnaudary-Sud                                                                              | Carcassonne                                      | Castelnaudary Lauragais Audois              |
| 11314      | 11220       | Rieux-en-Val                           | 86                               | 6,90          | 12               | La Montagne d’Alaric Lagrasse                                                                                     | Carcassonne                                      | Carcassonne Agglo                           |
| 11315      | 11160       | Rieux-Minervois                        | 1966                             | 21,19         | 93               | Le Haut-Minervois Peyriac-Minervois                                                                               | Carcassonne                                      | Carcassonne Agglo                           |
| 11316      | 11230       | Rivel                                  | 218                              | 24,30         | 9                | La Haute-Vallée de l’Aude Chalabre                                                                                | Limoux                                           | Pyrénées Audoises                           |
| 11317      | 11140       | Rodome                                 | 99                               | 11,77         | 8                | La Haute-Vallée de l’Aude Belcaire                                                                                | Limoux                                           | Pyrénées Audoises                           |
| 11318      | 11700       | Roquecourbe-Minervois                  | 140                              | 3,62          | 39               | La Montagne d’Alaric Capendu                                                                                      | Narbonne Carcassonne                             | Région Lézignanaise, Corbières et Minervois |
| 11319      | 11380       | Roquefère                              | 71                               | 8,06          | 9                | La Vallée de l’Orbiel Mas-Cabardès                                                                                | Carcassonne                                      | Montagne Noire                              |
| 11320      | 11340       | Roquefeuil                             | 285                              | 22,38         | 13               | La Haute-Vallée de l’Aude Belcaire                                                                                | Limoux                                           | Pyrénées Audoises                           |
| 11321      | 11140       | Roquefort-de-Sault                     | 82                               | 21,84         | 4                | La Haute-Vallée de l’Aude Axat                                                                                    | Limoux                                           | Pyrénées Audoises                           |
| 11322      | 11540       | Roquefort-des-Corbières                | 1021                             | 45,44         | 22               | Les Corbières Méditerranée Sigean                                                                                 | Narbonne                                         | Le Grand Narbonne                           |
| 11323      | 11190 11300 | Roquetaillade-et-Conilhac              | 269                              | 15,80         | 17               | La Haute-Vallée de l’Aude                                                                                         | Limoux                                           | Limouxin                                    |
| 11324      | 11200       | Roubia                                 | 514                              | 7,38          | 70               | Le Sud-Minervois Ginestas                                                                                         | Narbonne                                         | Région Lézignanaise, Corbières et Minervois |
| 11325      | 11250       | Rouffiac-d’Aude                        | 493                              | 5,24          | 94               | Carcassonne-3 Montréal                                                                                            | Carcassonne                                      | Carcassonne Agglo                           |
| 11326      | 11350       | Rouffiac-des-Corbières                 | 71                               | 16,04         | 4                | Les Corbières Tuchan                                                                                              | Narbonne                                         | Corbières Salanque Méditerranée             |
| 11327      | 11290       | Roullens                               | 581                              | 7,89          | 74               | Carcassonne-3 Montréal                                                                                            | Carcassonne                                      | Carcassonne Agglo                           |
| 11328      | 11240       | Routier                                | 234                              | 11,27         | 21               | La Piège au Razès Alaigne                                                                                         | Limoux                                           | Limouxin                                    |
| 11330      | 11800       | Rustiques                              | 515                              | 6,47          | 80               | Le Haut-Minervois Capendu                                                                                         | Carcassonne                                      | Carcassonne Agglo                           |
| 11331      | 11270       | Saint-Amans                            | 62                               | 8,16          | 8                | La Piège au Razès Belpech                                                                                         | Carcassonne                                      | Piège Lauragais Malepère                    |
| 11332      | 11200       | Saint-André-de-Roquelongue             | 1400                             | 30,81         | 45               | Les Corbières Lézignan-Corbières                                                                                  | Narbonne                                         | Région Lézignanaise, Corbières et Minervois |
| 11333      | 11230       | Saint-Benoît                           | 108                              | 21,31         | 5                | La Haute-Vallée de l’Aude Chalabre                                                                                | Limoux                                           | Pyrénées Audoises                           |
| 11337      | 11700       | Saint-Couat-d’Aude                     | 366                              | 5,38          | 68               | La Montagne d’Alaric Capendu                                                                                      | Narbonne Carcassonne                             | Région Lézignanaise, Corbières et Minervois |
| 11338      | 11300       | Saint-Couat-du-Razès                   | 43                               | 6,40          | 7                | La Région Limouxine Limoux                                                                                        | Limoux                                           | Limouxin                                    |
| 11339      | 11310       | Saint-Denis                            | 511                              | 8,21          | 62               | La Malepère à la Montagne Noire Saissac                                                                           | Carcassonne                                      | Montagne Noire                              |
| 11334      | 11410       | Sainte-Camelle                         | 124                              | 9,52          | 13               | La Piège au Razès Salles-sur-l’Hers                                                                               | Carcassonne                                      | Castelnaudary Lauragais Audois              |
| 11335      | 11140       | Sainte-Colombe-sur-Guette              | 40                               | 21,04         | 2                | La Haute-Vallée de l’Aude Axat                                                                                    | Limoux                                           | Pyrénées Audoises                           |
| 11336      | 11230       | Sainte-Colombe-sur-l’Hers              | 444                              | 10,61         | 42               | La Haute-Vallée de l’Aude Chalabre                                                                                | Limoux                                           | Pyrénées Audoises                           |
| 11340      | 11170       | Sainte-Eulalie                         | 569                              | 6,50          | 88               | La Malepère à la Montagne Noire Alzonne                                                                           | Carcassonne                                      | Carcassonne Agglo                           |
| 11366      | 11120       | Sainte-Valière                         | 524                              | 6,39          | 82               | Le Sud-Minervois Ginestas                                                                                         | Narbonne                                         | Le Grand Narbonne                           |
| 11341      | 11500       | Saint-Ferriol                          | 114                              | 9,85          | 12               | La Haute-Vallée de l’Aude Quillan                                                                                 | Limoux                                           | Pyrénées Audoises                           |
| 11342      | 11800       | Saint-Frichoux                         | 225                              | 6,33          | 36               | Le Haut-Minervois Peyriac-Minervois                                                                               | Carcassonne                                      | Carcassonne Agglo                           |
| 11343      | 11270       | Saint-Gaudéric                         | 108                              | 11,13         | 10               | La Piège au Razès Fanjeaux                                                                                        | Carcassonne                                      | Piège Lauragais Malepère                    |
| 11344      | 11250       | Saint-Hilaire                          | 713                              | 23,02         | 31               | La Région Limouxine Saint-Hilaire                                                                                 | Limoux                                           | Limouxin                                    |
| 11345      | 11360       | Saint-Jean-de-Barrou                   | 269                              | 7,61          | 35               | Les Corbières Durban-Corbières                                                                                    | Narbonne                                         | Corbières Salanque Méditerranée             |
| 11346      | 11260       | Saint-Jean-de-Paracol                  | 137                              | 7,08          | 19               | La Haute-Vallée de l’Aude Chalabre                                                                                | Limoux                                           | Pyrénées Audoises                           |
| 11347      | 11500       | Saint-Julia-de-Bec                     | 99                               | 13,88         | 7                | La Haute-Vallée de l’Aude Quillan                                                                                 | Limoux                                           | Pyrénées Audoises                           |
| 11348      | 11270       | Saint-Julien-de-Briola                 | 80                               | 11,31         | 7                | La Piège au Razès Fanjeaux                                                                                        | Carcassonne                                      | Piège Lauragais Malepère                    |
| 11350      | 11500       | Saint-Just-et-le-Bézu                  | 50                               | 13,54         | 4                | La Haute-Vallée de l’Aude Quillan                                                                                 | Limoux                                           | Pyrénées Audoises                           |
| 11351      | 11220       | Saint-Laurent-de-la-Cabrerisse         | 757                              | 25,03         | 30               | Les Corbières Durban-Corbières                                                                                    | Narbonne                                         | Région Lézignanaise, Corbières et Minervois |
| 11352      | 11500       | Saint-Louis-et-Parahou                 | 53                               | 15,61         | 3                | La Haute-Vallée de l’Aude Quillan                                                                                 | Limoux                                           | Pyrénées Audoises                           |
| 11353      | 11120       | Saint-Marcel-sur-Aude                  | 2019                             | 8,37          | 241              | Le Sud-Minervois Ginestas                                                                                         | Narbonne                                         | Le Grand Narbonne                           |
| 11354      | 11220       | Saint-Martin-des-Puits                 | 30                               | 6,94          | 4                | Les Corbières Lagrasse                                                                                            | Narbonne Carcassonne                             | Région Lézignanaise, Corbières et Minervois |
| 11355      | 11300       | Saint-Martin-de-Villereglan            | 386                              | 9,38          | 41               | La Région Limouxine Limoux                                                                                        | Limoux                                           | Limouxin                                    |
| 11356      | 11400       | Saint-Martin-Lalande                   | 1109                             | 12,65         | 88               | Le Bassin Chaurien Castelnaudary-Sud                                                                              | Carcassonne                                      | Castelnaudary Lauragais Audois              |
| 11357      | 11170       | Saint-Martin-le-Vieil                  | 214                              | 13,25         | 16               | La Malepère à la Montagne Noire Alzonne                                                                           | Carcassonne                                      | Carcassonne Agglo                           |
| 11358      | 11500       | Saint-Martin-Lys                       | 24                               | 9,99          | 2                | La Haute-Vallée de l’Aude Quillan                                                                                 | Limoux                                           | Pyrénées Audoises                           |
| 11359      | 11410       | Saint-Michel-de-Lanès                  | 487                              | 13,03         | 37               | La Piège au Razès Salles-sur-l’Hers                                                                               | Carcassonne                                      | Castelnaudary Lauragais Audois              |
| 11360      | 11120       | Saint-Nazaire-d’Aude                   | 2104                             | 8,63          | 244              | Le Sud-Minervois Ginestas                                                                                         | Narbonne                                         | Le Grand Narbonne                           |
| 11361      | 11400       | Saint-Papoul                           | 832                              | 26,48         | 31               | Le Bassin Chaurien Castelnaudary-Nord                                                                             | Carcassonne                                      | Castelnaudary Lauragais Audois              |
| 11362      | 11320       | Saint-Paulet                           | 203                              | 7,42          | 27               | Le Bassin Chaurien Castelnaudary-Nord                                                                             | Carcassonne                                      | Castelnaudary Lauragais Audois              |
| 11363      | 11220       | Saint-Pierre-des-Champs                | 202                              | 15,89         | 13               | Les Corbières Lagrasse                                                                                            | Narbonne Carcassonne                             | Région Lézignanaise, Corbières et Minervois |
| 11364      | 11300       | Saint-Polycarpe                        | 160                              | 13,81         | 12               | La Région Limouxine Saint-Hilaire                                                                                 | Limoux                                           | Limouxin                                    |
| 11365      | 11420       | Saint-Sernin                           | 42                               | 6,53          | 6                | La Piège au Razès Belpech                                                                                         | Carcassonne                                      | Piège Lauragais Malepère                    |
| 11367      | 11310       | Saissac                                | 909                              | 57,03         | 16               | La Malepère à la Montagne Noire Saissac                                                                           | Carcassonne                                      | Montagne Noire                              |
| 11368      | 11600       | Sallèles-Cabardès                      | 117                              | 6,82          | 17               | Le Haut-Minervois Conques-sur-Orbiel                                                                              | Carcassonne                                      | Carcassonne Agglo                           |
| 11369      | 11590       | Sallèles-d’Aude                        | 3104                             | 12,55         | 247              | Le Sud-Minervois Ginestas                                                                                         | Narbonne                                         | Le Grand Narbonne                           |
| 11370      | 11110       | Salles-d’Aude                          | 3280                             | 18,15         | 181              | Les Basses Plaines de l’Aude Coursan                                                                              | Narbonne                                         | Le Grand Narbonne                           |
| 11371      | 11410       | Salles-sur-l’Hers                      | 752                              | 19,31         | 39               | La Piège au Razès Salles-sur-l’Hers                                                                               | Carcassonne                                      | Castelnaudary Lauragais Audois              |
| 11372      | 11600       | Salsigne                               | 388                              | 11,48         | 34               | La Vallée de l’Orbiel Mas-Cabardès                                                                                | Carcassonne                                      | Montagne Noire                              |
| 11373      | 11140       | Salvezines                             | 70                               | 20,09         | 3                | La Haute-Vallée de l’Aude Axat                                                                                    | Limoux                                           | Pyrénées Audoises                           |
| 11374      | 11330       | Salza                                  | 28                               | 8,34          | 3                | Les Corbières Mouthoumet                                                                                          | Narbonne Carcassonne                             | Région Lézignanaise, Corbières et Minervois |
| 11375      | 11240       | Seignalens                             | 30                               | 6,17          | 5                | La Piège au Razès Alaigne                                                                                         | Limoux                                           | Limouxin                                    |
| 11377      | 11190       | Serres                                 | 88                               | 4,06          | 22               | La Haute-Vallée de l’Aude Couiza                                                                                  | Limoux                                           | Limouxin                                    |
| 11378      | 11220       | Serviès-en-Val                         | 207                              | 6,50          | 32               | La Montagne d’Alaric Lagrasse                                                                                     | Carcassonne                                      | Carcassonne Agglo                           |
| 11379      | 11130       | Sigean                                 | 5620                             | 35,35         | 159              | Les Corbières Méditerranée Sigean                                                                                 | Narbonne                                         | Le Grand Narbonne                           |
| 11380      | 11230       | Sonnac-sur-l’Hers                      | 137                              | 13,74         | 10               | La Haute-Vallée de l’Aude Chalabre                                                                                | Limoux                                           | Pyrénées Audoises                           |
| 11381      | 11190       | Sougraigne                             | 127                              | 18,43         | 7                | La Haute-Vallée de l’Aude Couiza                                                                                  | Limoux                                           | Limouxin                                    |
| 11382      | 11400       | Souilhanels                            | 356                              | 2,72          | 131              | Le Bassin Chaurien Castelnaudary-Nord                                                                             | Carcassonne                                      | Castelnaudary Lauragais Audois              |
| 11383      | 11400       | Souilhe                                | 342                              | 4,20          | 81               | Le Bassin Chaurien Castelnaudary-Nord                                                                             | Carcassonne                                      | Castelnaudary Lauragais Audois              |
| 11384      | 11350       | Soulatgé                               | 130                              | 24,16         | 5                | Les Corbières Mouthoumet                                                                                          | Narbonne Carcassonne                             | Corbières Salanque Méditerranée             |
| 11385      | 11320       | Soupex                                 | 240                              | 7,37          | 33               | Le Bassin Chaurien Castelnaudary-Nord                                                                             | Carcassonne                                      | Castelnaudary Lauragais Audois              |
| 11386      | 11220       | Talairan                               | 436                              | 36,29         | 12               | Les Corbières Lagrasse                                                                                            | Narbonne Carcassonne                             | Région Lézignanaise, Corbières et Minervois |
| 11387      | 11220       | Taurize                                | 106                              | 8,34          | 13               | La Montagne d’Alaric Lagrasse                                                                                     | Carcassonne                                      | Carcassonne Agglo                           |
| 11388      | 11330       | Termes                                 | 49                               | 18,63         | 3                | Les Corbières Mouthoumet                                                                                          | Narbonne Carcassonne                             | Région Lézignanaise, Corbières et Minervois |
| 11389      | 11580       | Terroles                               | 14                               | 6,63          | 2                | La Haute-Vallée de l’Aude Couiza                                                                                  | Limoux                                           | Limouxin                                    |
| 11390      | 11200       | Thézan-des-Corbières                   | 568                              | 26,38         | 22               | Les Corbières Durban-Corbières                                                                                    | Narbonne                                         | Région Lézignanaise, Corbières et Minervois |
| 11392      | 11220       | Tournissan                             | 284                              | 11,53         | 25               | Les Corbières Lagrasse                                                                                            | Narbonne Carcassonne                             | Région Lézignanaise, Corbières et Minervois |
| 11393      | 11200       | Tourouzelle                            | 493                              | 14,19         | 35               | Le Lézignanais Lézignan-Corbières                                                                                 | Narbonne                                         | Région Lézignanaise, Corbières et Minervois |
| 11394      | 11300       | Tourreilles                            | 132                              | 6,29          | 21               | La Région Limouxine Limoux                                                                                        | Limoux                                           | Limouxin                                    |
| 11395      | 11160       | Trassanel                              | 26                               | 4,34          | 6                | Le Haut-Minervois Mas-Cabardès                                                                                    | Carcassonne                                      | Carcassonne Agglo                           |
| 11396      | 11160       | Trausse                                | 609                              | 10,70         | 57               | Le Haut-Minervois Peyriac-Minervois                                                                               | Carcassonne                                      | Carcassonne Agglo                           |
| 11397      | 11800       | Trèbes                                 | 5386                             | 16,36         | 329              | La Montagne d’Alaric Capendu                                                                                      | Carcassonne                                      | Carcassonne Agglo                           |
| 11398      | 11510       | Treilles                               | 263                              | 12,42         | 21               | Les Corbières Méditerranée Sigean                                                                                 | Narbonne                                         | Le Grand Narbonne                           |
| 11399      | 11400       | Tréville                               | 109                              | 5,33          | 20               | Le Bassin Chaurien Castelnaudary-Nord                                                                             | Carcassonne                                      | Castelnaudary Lauragais Audois              |
| 11400      | 11230       | Tréziers                               | 100                              | 6,41          | 16               | La Haute-Vallée de l’Aude Chalabre                                                                                | Limoux                                           | Pyrénées Audoises                           |
| 11401      | 11350       | Tuchan                                 | 790                              | 59,52         | 13               | Les Corbières Tuchan                                                                                              | Narbonne                                         | Corbières Salanque Méditerranée             |
| 11251      | 11220       | Val-de-Dagne                           | 731                              | 50,11         | 15               | La Montagne d’Alaric                                                                                              | Carcassonne                                      | Carcassonne Agglo                           |
| 11080      | 11230       | Val de Lambronne                       | 171                              | 12,00         | 14               | La Haute-Vallée de l’Aude Chalabre                                                                                | Limoux                                           | Pyrénées Audoises                           |
| 11131      | 11260       | Val-du-Faby                            | 580                              | 23,71         | 24               | La Haute-Vallée de l’Aude                                                                                         | Limoux                                           | Pyrénées Audoises                           |
| 11402      | 11580       | Valmigère                              | 27                               | 5,94          | 5                | La Haute-Vallée de l’Aude Couiza                                                                                  | Limoux                                           | Limouxin                                    |
| 11404      | 11610       | Ventenac-Cabardès                      | 959                              | 10,36         | 93               | La Vallée de l’Orbiel Alzonne                                                                                     | Carcassonne                                      | Carcassonne Agglo                           |
| 11405      | 11120       | Ventenac-en-Minervois                  | 587                              | 6,20          | 95               | Le Sud-Minervois Ginestas                                                                                         | Narbonne                                         | Le Grand Narbonne                           |
| 11406      | 11580       | Véraza                                 | 32                               | 14,66         | 2                | La Région Limouxine Limoux                                                                                        | Limoux                                           | Limouxin                                    |
| 11407      | 11400       | Verdun-en-Lauragais                    | 289                              | 20,21         | 14               | La Malepère à la Montagne Noire Castelnaudary-Nord                                                                | Carcassonne                                      | Castelnaudary Lauragais Audois              |
| 11408      | 11250       | Verzeille                              | 457                              | 5,21          | 88               | Carcassonne-2 Saint-Hilaire                                                                                       | Carcassonne Limoux                               | Carcassonne Agglo                           |
| 11409      | 11330       | Vignevieille                           | 106                              | 16,72         | 6                | Les Corbières Mouthoumet                                                                                          | Narbonne Carcassonne                             | Région Lézignanaise, Corbières et Minervois |
| 11410      | 11600       | Villalier                              | 968                              | 7,70          | 126              | La Vallée de l’Orbiel Conques-sur-Orbiel                                                                          | Carcassonne                                      | Carcassonne Agglo                           |
| 11411      | 11600       | Villanière                             | 147                              | 7,04          | 21               | La Vallée de l’Orbiel Mas-Cabardès                                                                                | Carcassonne                                      | Montagne Noire                              |
| 11412      | 11580       | Villardebelle                          | 61                               | 13,14         | 5                | La Région Limouxine Saint-Hilaire                                                                                 | Limoux                                           | Limouxin                                    |
| 11413      | 11600       | Villardonnel                           | 510                              | 16,63         | 31               | La Vallée de l’Orbiel Mas-Cabardès                                                                                | Carcassonne                                      | Montagne Noire                              |
| 11414      | 11220       | Villar-en-Val                          | 23                               | 11,42         | 2                | La Montagne d’Alaric Lagrasse                                                                                     | Carcassonne                                      | Carcassonne Agglo                           |
| 11415      | 11250       | Villar-Saint-Anselme                   | 117                              | 5,88          | 20               | La Région Limouxine Saint-Hilaire                                                                                 | Limoux                                           | Limouxin                                    |
| 11416      | 11600       | Villarzel-Cabardès                     | 270                              | 6,38          | 42               | Le Haut-Minervois Conques-sur-Orbiel                                                                              | Carcassonne                                      | Carcassonne Agglo                           |
| 11417      | 11300       | Villarzel-du-Razès                     | 95                               | 12,60         | 8                | La Piège au Razès Alaigne                                                                                         | Limoux                                           | Limouxin                                    |
| 11418      | 11150       | Villasavary                            | 1216                             | 33,08         | 37               | La Piège au Razès Fanjeaux                                                                                        | Carcassonne                                      | Piège Lauragais Malepère                    |
| 11419      | 11420       | Villautou                              | 66                               | 5,97          | 11               | La Piège au Razès Belpech                                                                                         | Carcassonne                                      | Piège Lauragais Malepère                    |
| 11420      | 11250       | Villebazy                              | 140                              | 12,18         | 11               | La Région Limouxine Saint-Hilaire                                                                                 | Limoux                                           | Limouxin                                    |
| 11421      | 11200       | Villedaigne                            | 573                              | 2,49          | 230              | Narbonne-1 Narbonne-Ouest                                                                                         | Narbonne                                         | Le Grand Narbonne                           |
| 11422      | 11800       | Villedubert                            | 340                              | 3,04          | 112              | La Montagne d’Alaric Capendu                                                                                      | Carcassonne                                      | Carcassonne Agglo                           |
| 11423      | 11570       | Villefloure                            | 157                              | 16,69         | 9                | Carcassonne-2 Saint-Hilaire                                                                                       | Carcassonne Limoux                               | Carcassonne Agglo                           |
| 11424      | 11230       | Villefort                              | 86                               | 12,67         | 7                | La Haute-Vallée de l’Aude Chalabre                                                                                | Limoux                                           | Pyrénées Audoises                           |
| 11425      | 11600       | Villegailhenc                          | 1687                             | 4,78          | 353              | La Vallée de l’Orbiel Conques-sur-Orbiel                                                                          | Carcassonne                                      | Carcassonne Agglo                           |
| 11426      | 11600       | Villegly                               | 1227                             | 9,83          | 125              | Le Haut-Minervois Conques-sur-Orbiel                                                                              | Carcassonne                                      | Carcassonne Agglo                           |
| 11427      | 11300       | Villelongue-d’Aude                     | 314                              | 13,11         | 24               | La Région Limouxine Limoux                                                                                        | Limoux                                           | Limouxin                                    |
| 11428      | 11310       | Villemagne                             | 242                              | 10,69         | 23               | La Malepère à la Montagne Noire Castelnaudary-Nord                                                                | Carcassonne                                      | Castelnaudary Lauragais Audois              |
| 11429      | 11620       | Villemoustaussou                       | 4434                             | 11,94         | 371              | La Vallée de l’Orbiel Conques-sur-Orbiel                                                                          | Carcassonne                                      | Carcassonne Agglo                           |
| 11430      | 11400       | Villeneuve-la-Comptal                  | 1424                             | 15,10         | 94               | Le Bassin Chaurien Castelnaudary-Sud                                                                              | Carcassonne                                      | Castelnaudary Lauragais Audois              |
| 11431      | 11360       | Villeneuve-les-Corbières               | 252                              | 24,31         | 10               | Les Corbières Durban-Corbières                                                                                    | Narbonne                                         | Corbières Salanque Méditerranée             |
| 11432      | 11290       | Villeneuve-lès-Montréal                | 337                              | 2,20          | 153              | La Malepère à la Montagne Noire Montréal                                                                          | Carcassonne                                      | Piège Lauragais Malepère                    |
| 11433      | 11160       | Villeneuve-Minervois                   | 980                              | 23,85         | 41               | Le Haut-Minervois Peyriac-Minervois                                                                               | Carcassonne                                      | Carcassonne Agglo                           |
| 11434      | 11150       | Villepinte                             | 1252                             | 15,40         | 81               | La Piège au Razès Castelnaudary-Sud                                                                               | Carcassonne                                      | Piège Lauragais Malepère                    |
| 11435      | 11330       | Villerouge-Termenès                    | 163                              | 19,41         | 8                | Les Corbières Mouthoumet                                                                                          | Narbonne Carcassonne                             | Région Lézignanaise, Corbières et Minervois |
| 11436      | 11360       | Villesèque-des-Corbières               | 379                              | 31,69         | 12               | Les Corbières Durban-Corbières                                                                                    | Narbonne                                         | Corbières Salanque Méditerranée             |
| 11437      | 11170       | Villesèquelande                        | 875                              | 5,35          | 164              | La Malepère à la Montagne Noire Alzonne                                                                           | Carcassonne                                      | Carcassonne Agglo                           |
| 11438      | 11150       | Villesiscle                            | 366                              | 5,46          | 67               | La Piège au Razès Fanjeaux                                                                                        | Carcassonne                                      | Piège Lauragais Malepère                    |
| 11439      | 11170       | Villespy                               | 425                              | 6,38          | 67               | La Malepère à la Montagne Noire Castelnaudary-Nord                                                                | Carcassonne                                      | Piège Lauragais Malepère                    |
| 11440      | 11220       | Villetritouls                          | 34                               | 4,88          | 7                | La Montagne d’Alaric Lagrasse                                                                                     | Carcassonne                                      | Carcassonne Agglo                           |
| 11441      | 11110       | Vinassan                               | 2665                             | 8,96          | 297              | Les Basses Plaines de l’Aude Coursan                                                                              | Narbonne                                         | Le Grand Narbonne                           |

## Veränderungen im Gemeindebestand seit der landesweiten Neuordnung der Kantone

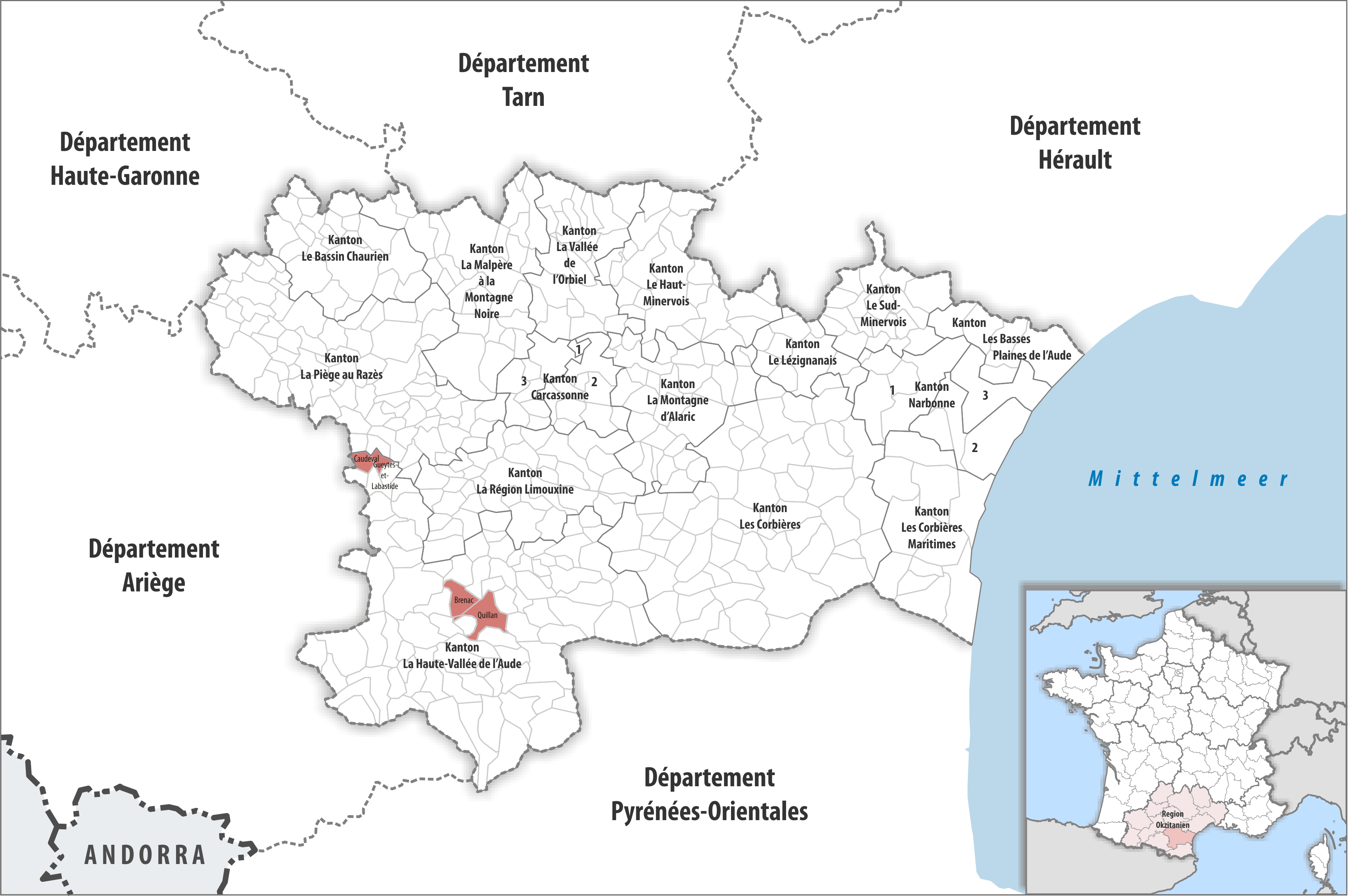
Gemeinden bis 2015
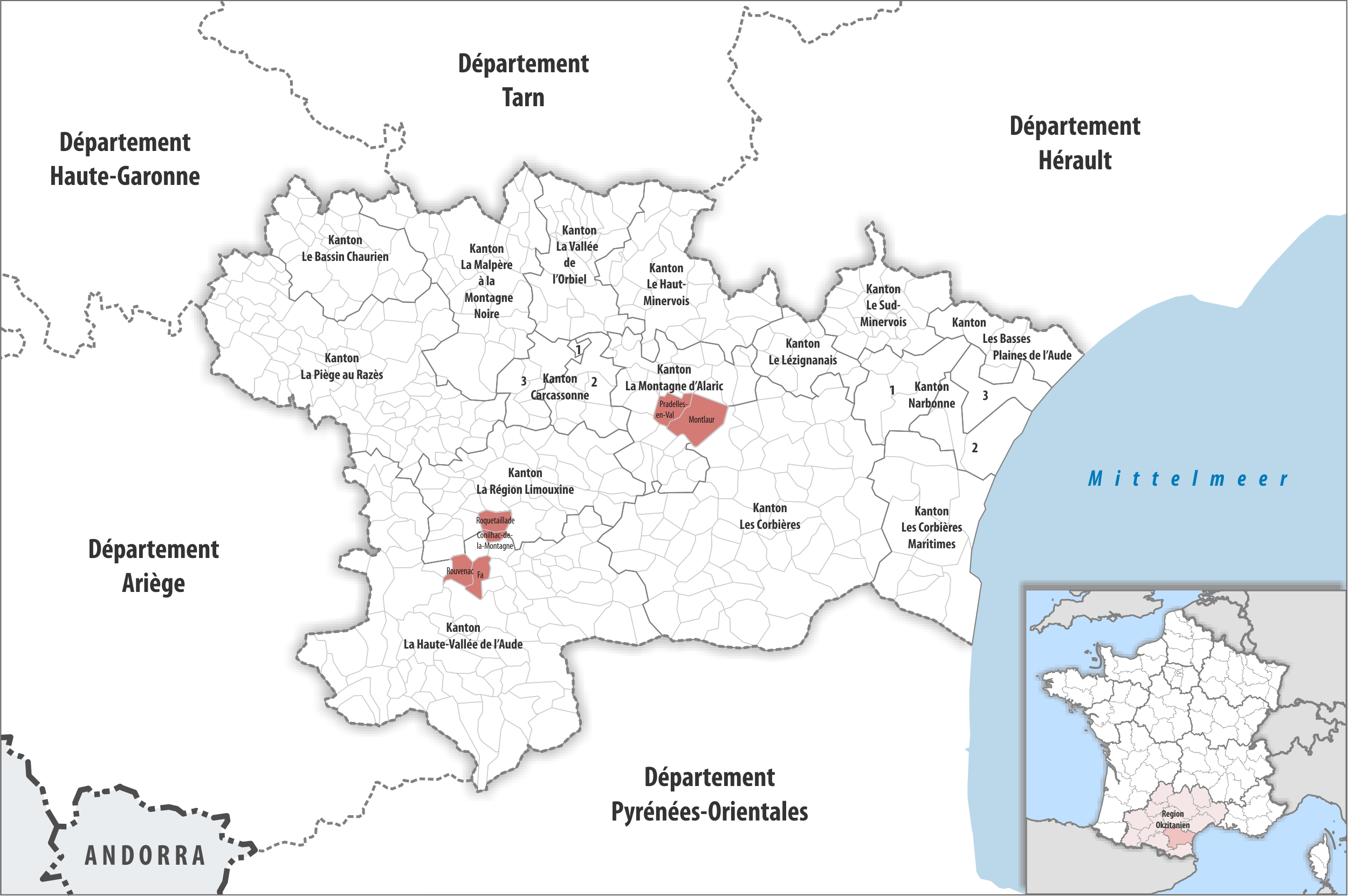
Gemeinden bis 2018

2019:
- Fusion Montlaur und Pradelles-en-Val → Val-de-Dagne
- Fusion Fa und Rouvenac → Val-du-Faby
- Fusion Roquetaillade und Conilhac-de-la-Montagne → Roquetaillade-et-Conilhac

2016: 
- Fusion Brenac und Quillan → Quillan
- Fusion Caudeval und Gueytes-et-Labastide → Val de Lambronne